# Sciaenochromis
Sciaenochromis es un género de peces de la familia Cichlidae y de la orden de los Perciformes. Es endémico del lago Malaui.

## Especies
Actualmente hay cuatro especies reconocidas en este género:
- Sciaenochromis ahli (Trewavas, 1935)
- Sciaenochromis benthicola (Konings, 1993)
- Sciaenochromis fryeri (Konings), 1993
- Sciaenochromis psammophilus (Konings), 1993

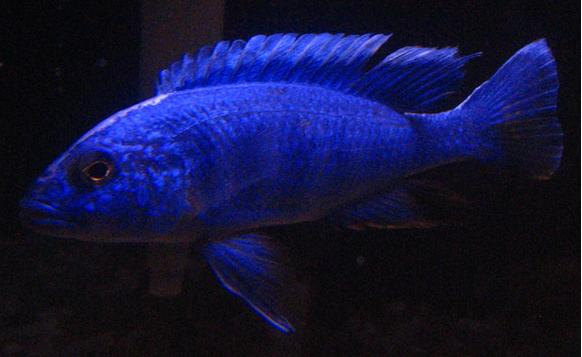
Hap azul eléctrico (Sciaenochromis ahli)
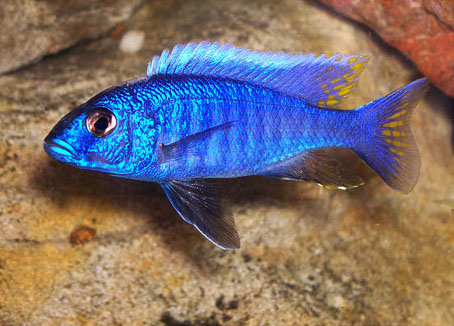
Sciaenochromis fryeri